# 1921 v letectví
Tento článek obsahuje seznam událostí souvisejících s letectvím, které proběhly roku 1921.

## Události

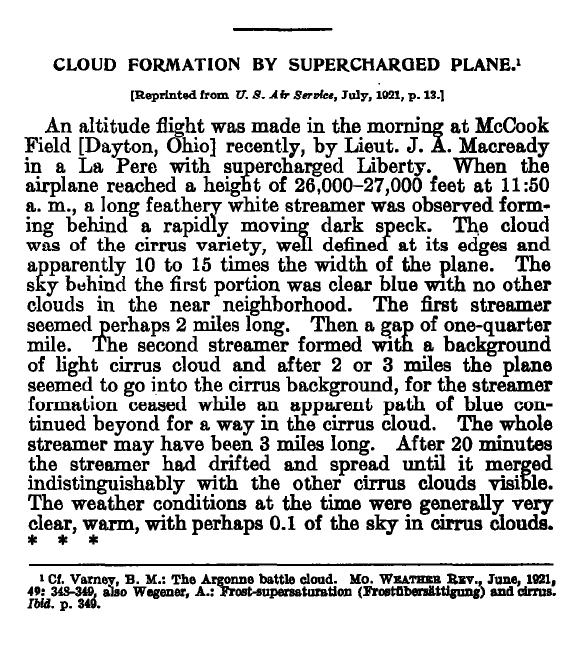
Článek o pozorování prvního umělého kondenzačního pásu

### Březen
- 31. března — Australian Air Corps byl transformován na Australian Air Force, plně nezávislou složku ozbrojených sil Austrálie. Stal se tak historicky druhým vojenským letectvem organizačně zcela nezávislým na pozemních nebo námořních silách,[1] po britském Royal Air Force, vzniklém 1. dubna 1918.

### Červen
- Je pozorován první umělý, letadlem způsobený kondenzační pás (viz obrázek).
- Je založen časopis „Křídla vlasti“ (Letectví a kosmonautika)

### Červenec
- Je založena firma Douglas Aircraft Company.

### Srpen
- 24. srpna – nehoda vzducholodě R 38

### Říjen
- 18. října – v desátém ročníku Poháru Gordona Bennetta zvítězili Švýcaři Paul Armbruster a Louis Ansermier

## První lety
- Aero Ae-02
- Fokker D.X

### Březen
- Armstrong Whitworth Siskin, verze s motorem Armstrong Siddeley Jaguar
- 4. března – Caproni Ca.60, italský experimentální dopravní letoun – zřítil se do jezera

### Duben
- 19. dubna – Short Cromarty, létající člun

### Květen
- Boeing GA-1